# Троило, Мариано
Мариано Эмир Троило (исп. Mariano Emir Troilo; род. 22 июня 2003, Кордова) — аргентинский футболист, полузащитник клуба «Бельграно».

## Клубная карьера
Троило — воспитанник клуба «Бельграно». 18 августа 2023 года в матче против «Эстудиантес» он дебютировал в аргентинской Примере. 12 мая 2024 года в поединке против «Расинга» из Авельянеды Мариано забтил свой первый гол за «Бельграно».